# کیت تانکری
کیت تانکری (انگلیسی: Kate Toncray؛ ۱۸۶۷ – ۶ دسامبر ۱۹۲۷) بازیگر اهل ایالات متحده آمریکا بود. وی بین سال‌های ۱۹۰۵ تا ۱۹۲۵ میلادی فعالیت می‌کرد.
از فیلم‌هایی که وی در آن نقش داشته‌است، می‌توان به نبرد، برای پسرش، بیداری او، چکمه‌ها و وراثت اشاره کرد.